# Derya Arbaş
Derya Arbaş (* 17. Juni 1968 in Santa Monica als Derya Zerrin Berti; † 22. Oktober 2003 in Los Angeles) war eine türkisch-US-amerikanische Schauspielerin.

## Leben und Karriere
Arbaş war die Tochter der türkischen Schauspielerin und ehemaligen Schönheitskönigin Zerrin Arbaş und des US-amerikanischen Schauspielers Dehl Berti. Ihr Großvater Avni Arbaş war ein bekannter türkischer Maler.
Arbaş studierte zunächst Kunst, bevor sie ins Schauspielfach wechselte. Mit 17 Jahren zog sie mit ihrer Mutter nach Istanbul und begann ihre Schauspielkarriere. Ihr Debüt gab sie 1985 im Film Kuyucaklı Yusuf. In den 1980er-Jahren trat sie in zahlreichen türkischen Filmen auf, darunter Alev Gibi, Dilan, Bir Günlük Aşk und Melek ve Bizim Çocuklar.
1986 heiratete Arbaş den türkischen Schauspieler Nihat Polat, die Ehe hielt jedoch nur drei Jahre.
Sie starb am 21. Oktober 2003 im Alter von 35 Jahren an einem tödlichen Herzinfarkt. Ihr Leichnam ist auf dem Oakwood Memorial Park Cemetery in Los Angeles beigesetzt.

## Filmografie
- 1985: Kuyucaklı Yusuf
- 1986: Alev Gibi
- 1986: Bitmeyen Sevda
- 1986: Bir Günlük Aşk
- 1986: Dilan
- 1986: Beyaz Bisiklet
- 1993: Gece, Melek ve Bizim Çocuklar
- 1993: Silk Stalkings
- 1993: The Night, the Angel and Our Gang
- 1996: Çılgın Badiler
- 1997: Hang Your Dog in the Wind
- 2001: Cinler ve Periler
- 2001: Günah